# فری‌اسکیل
فری‌اسکیل (به انگلیسی: Freescale) شرکت الکترونیک آمریکایی است، که دارای تخصص در زمینه تولید نیم‌رساناها، ریزپردازندهها، ریزکنترل‌گرها و پردازشگرهای سیگنال دیجیتال می‌باشد.
شرکت فری‌اسکیل در سال ۱۹۴۸ توسط شرکت مخابراتی موتورولا در فینیکس، آریزونا راه‌اندازی شد و تا سال ۲۰۰۴ به‌عنوان شرکت تابعه موتورولا فعالیت می‌کرد و در این سال (۲۰۰۴) از موتورولا تفکیک و به‌عنوان شرکتی مستقل ثبت گردید. فری‌اسکیل نخستین شرکت تولیدکننده نیم‌رساناها در جهان می‌باشد.
دفتر مرکزی این شرکت در شهر آستین، تگزاس، ایالات متحده آمریکا قرار دارد و بخشی از سهام آن در بازار بورس نیویورک معامله می‌شود. شرکت فری‌اسکیل هم‌اکنون هفتمین تولیدکننده نیم‌رسانا در ایالات متحده است و در رده ۱۶ از بزرگترین تولیدکنندگان نیم‌هادی‌ها در جهان قرار دارد.